# Зирслебен

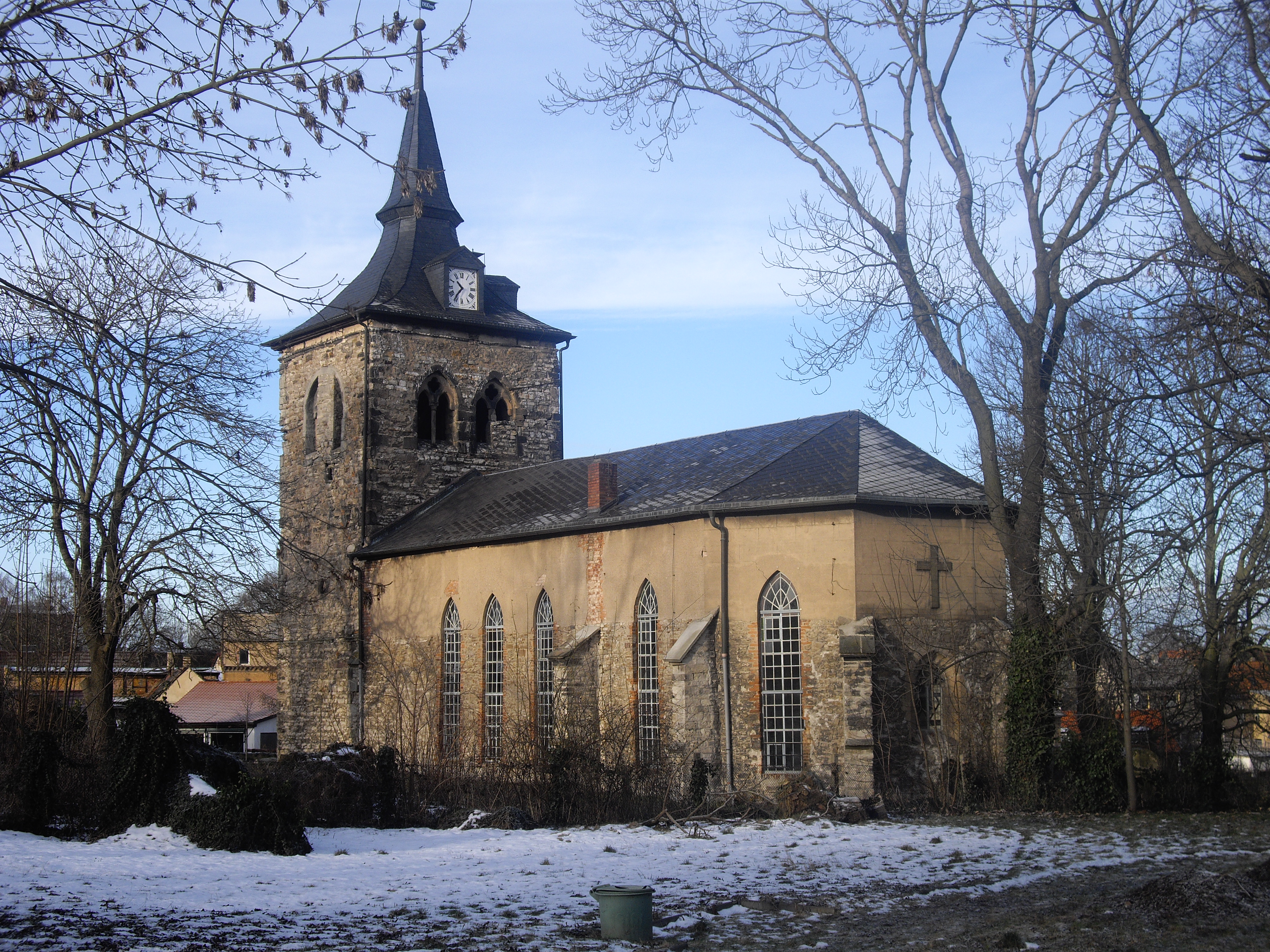
Церковь

Зирслебен (нем. Siersleben) — деревня в Германии, в земле Саксония-Анхальт. Входит в состав города Гербштедт района Мансфельд-Зюдхарц.
Население составляет 1554 человека (на 31 декабря 2006 года). Занимает площадь 10,01 км².
Упоминается в 992 году как местечко Сигерслево.
До 31 декабря 2009 года Зирслебен имел статус общины (коммуны). 1 января 2010 года вошёл в состав города Гербштедт.

## Достопримечательности
Церковь святого Андрея, построенная в XIII веке.